# Річмонд (Тасманія)
Річмонд (англ. Richmond) — невелике історичне місто (town) на південному сході Тасманії (Австралія), приблизно за 25 км на північний схід Гобарта. Згідно з переписом 2016 року, населення Річмонда становило 858 чоловік.

## Географія

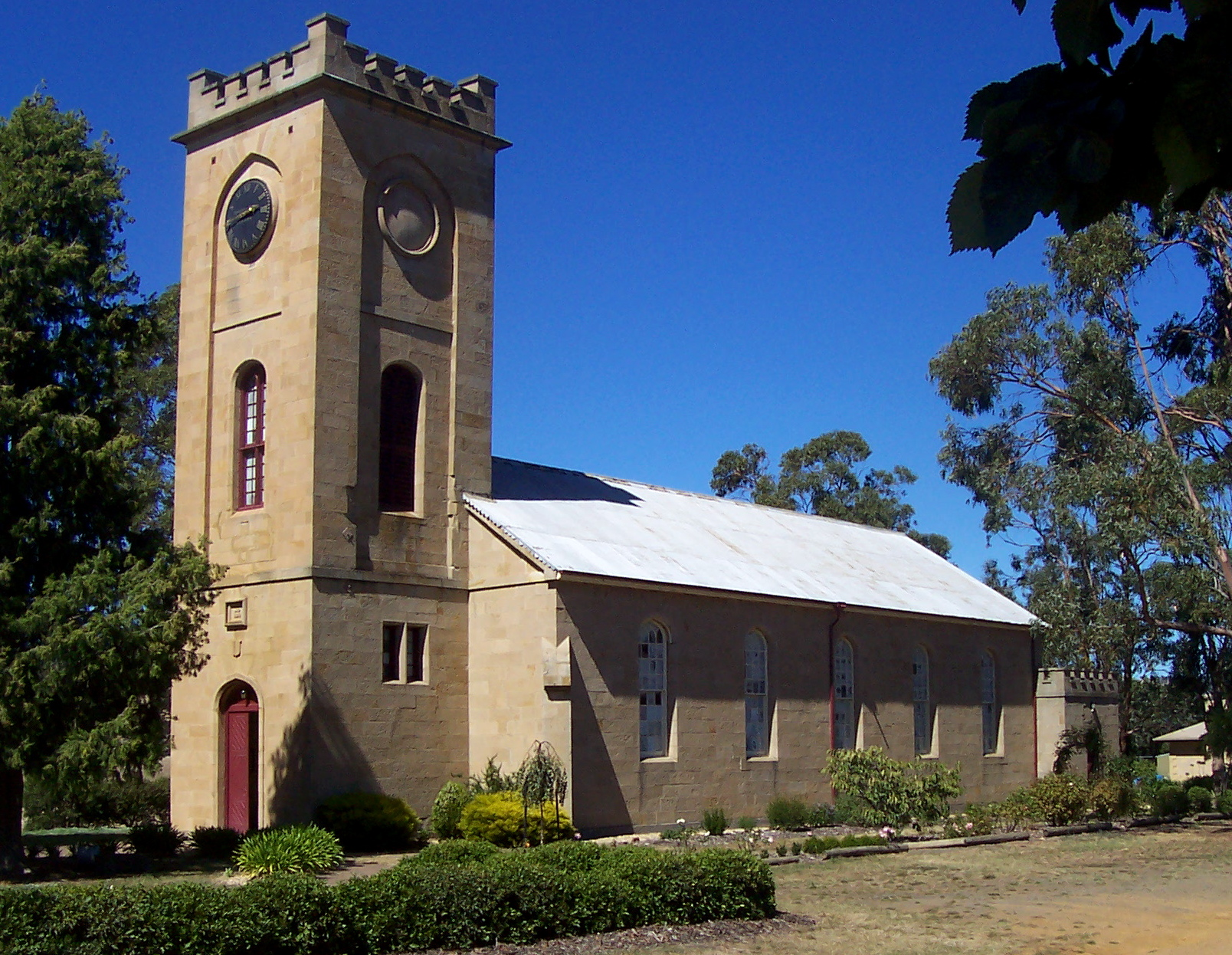
Англіканська церква святого Люка в Річмонді

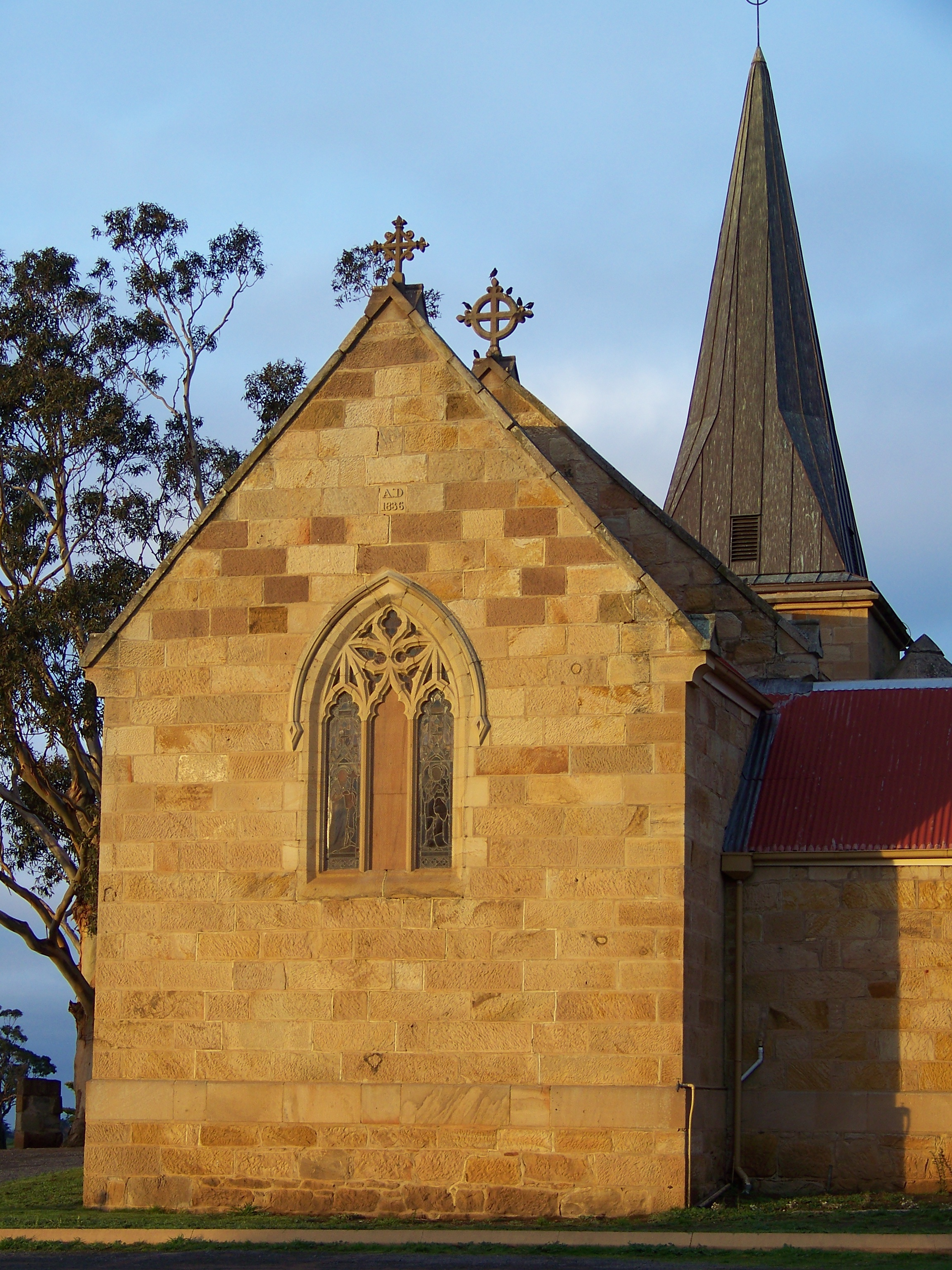
Католицька церква святого Йоанна в Річмонді

Річмонд розташований на південному сході Тасманії, приблизно за 25 км на північний схід від Гобарта. Через місто з півночі на південь протікає річка Кол.

## Історія
Ґранти на купівлю землі на місці Річмонда почали видавати від 1808 року, а 1824 року лейтенант-губернатор Тасманії Вільям Сорелл проголосив Річмонд містом.
У 1820-х роках, при лейтенант-губернаторі Джорджі Артурі, Річмонд став одним з пунктів, де утримували ув'язнених. У цей період побудовано в'язницю, будівлю суду і бараки.
У 1830-х роках Річмонд став важливим перевалочним пунктом на шляху від Гобарта до східного узбережжя Тасманії — будувалися нові дороги, відкривалися готелі, розвивалося міське господарство.

## Населення
Згідно з переписом населення 2016 року, населення Річмонда становило 858 осіб, 46,6 % чоловіків і 53,4 % жінок. Середній вік жителів Річмонда становив 50 років.
| 1996 | 2001 | 2006 | 2011 | 2016 |
| ---- | ---- | ---- | ---- | ---- |
| 768  | 818  | 880  | 887  | 858  |

## Пам'ятки
Однією з головних визначних пам'яток Річмонда є міст Річмонд-Бридж через річку Кол, побудований у 1823—1824 роках з використанням праці ув'язнених. Річмондський міст вважається найстарішим з досі використовуваних мостів Австралії.
Інші відомі пам'ятки Річмонда — будівля суду (Richmond Court House, побудована 1825 року) і стара в'язниця Річмонда (Richmond Gaol, також побудована 1825 року — найстаріша в'язниця Австралії). З релігійних споруд цікавими є будівлі англіканської церкви (St luke's Anglican church, 1834), католицької церкви (St John's Catholic church, 1837) і конгрегаційної церкви (Congregational Church, 1873).

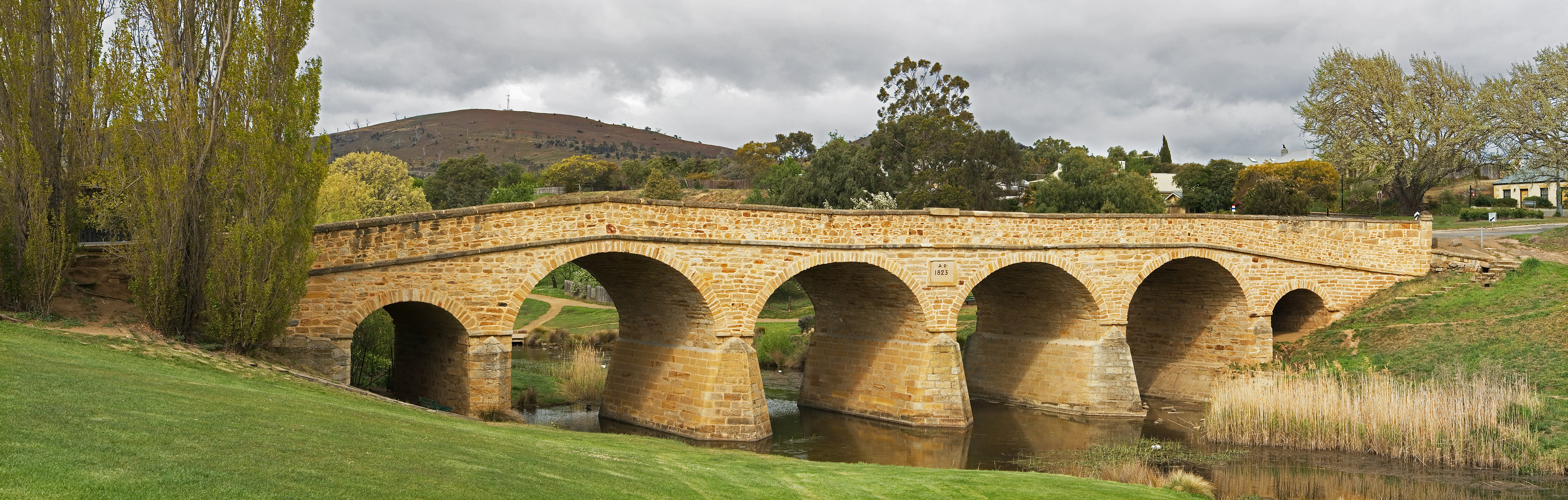
Панорама Річмондського моста